# 天野凜
天野 凜（あまの りん、6月11日 - ）は、日本の女性声優。愛知県出身。EARLY WING準所属。

## 人物
趣味・特技は弾き語り、ちょうちょ結び、歌、ダンス、ぬいぐるみ集め。
妹がいる。

## 出演

### ゲーム
2017年
- 放課後ガールズトライブ（朝宮夏鈴）

2018年
- 月詠物語 （ノゾミ）

2019年
- グリモア〜私立グリモワール魔法学園〜（七喜ちひろ）

2020年
- 22/7 音楽の時間（若泉月渚）

2021年
- ラストピリオド -終わりなき螺旋の物語-（アメジスト）
- 天姫契約～ファイナルプリンセス～ （胡桃）

### 舞台
- 月詠物語 （ノゾミ）

### ソフトウェア
- テキスト読み上げソフト「VOICEPEAK」用ライブラリ 大江戸ちゃんこ
- ボーカルシンセサイザーソフト NEUTRINO 大江戸ちゃんこ

### その他
- ゆいーなとずんだもんのずんパラじお～みんなでラジオを作るのだ～（2024年1月27日 - ニコニコチャンネル+[8]、大江戸ちゃんこ）